# Миротамнус
Миротамнус (лат. Myrothamnus) — род цветковых растений, выделяемый в самостоятельное семейство Миротамновые (лат. Myrothamnaceae), в настоящее время относимое к порядку гуннероцветные. Это семейство признано большинством систематиков, и в системе Кронквиста оно помещается в порядок гамамелид. Система APG II включает это семейство в порядок гуннероцветные, однако допускает возможность рассмотрения его в составе семейства гуннеровые. В системе APG (1998) твердо признаются два раздельных семейства — гуннеровые и миротамновые. Близость родов миротамнус и гуннера была подтверждена молекулярными исследованиями. Поскольку эта связь была дополнительно изучена, в настоящее время система APG III (2009) разделяет эти два семейства.

## Виды
В роде миротамнус выделяют следующие виды:
- Myrothamnus flabellifolius Welw. — обитатель тропической Африки

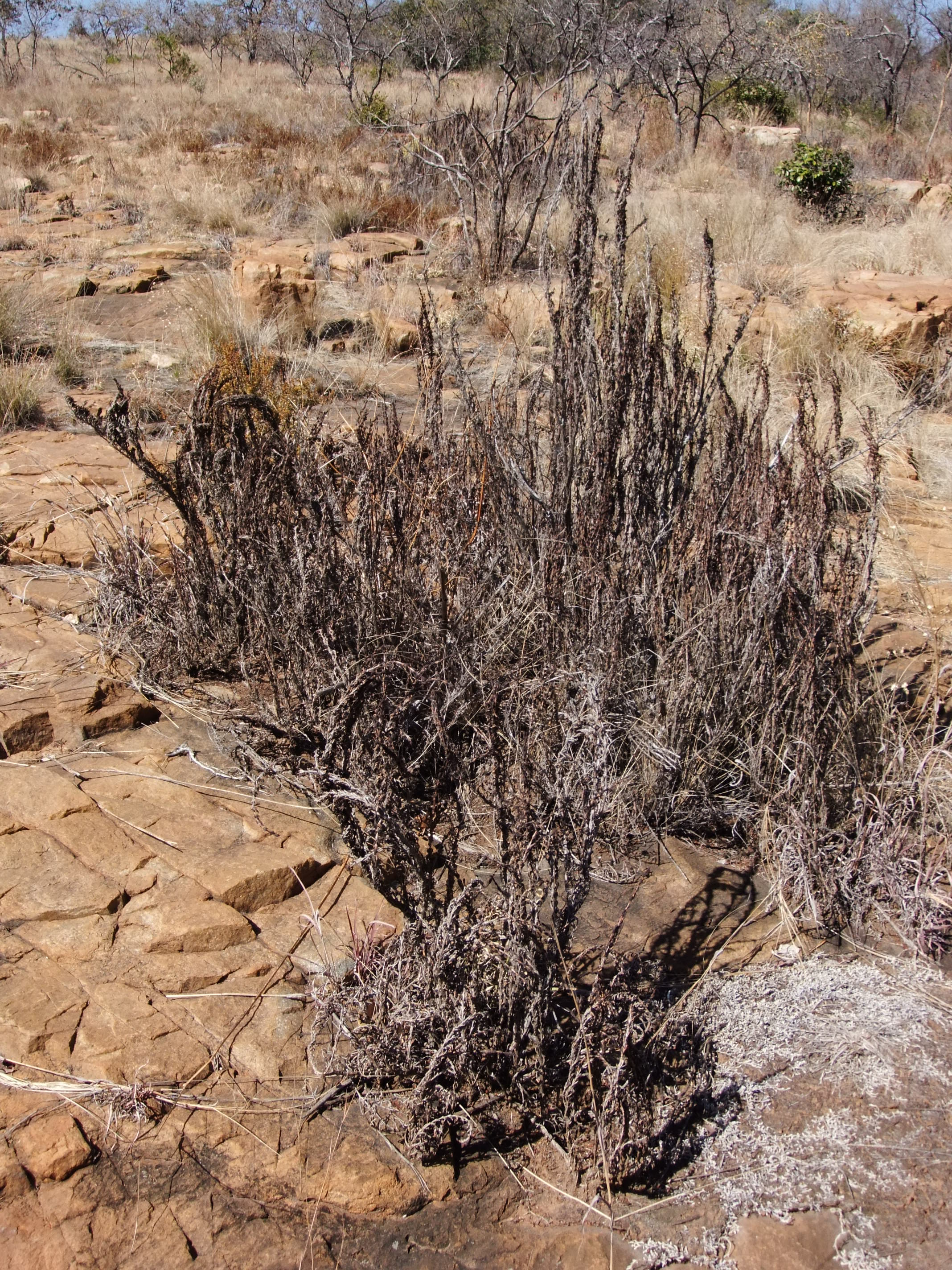
Myrothamnus flabellifolius

- Myrothamnus moschatus (Baill.) Baill. — эндемик Мадагаскара